# WEC 48
UFC Presents: Aldo vs. Faber (também conhecido como WEC 48: Aldo vs. Faber) foi um evento de MMA promovido pelo World Extreme Cagefighting no dia 24 de abril de 2010 no ARCO Arena em Sacramento (Califórnia). Esse evento foi a estréia do WEC nos pay-per-views.

## Background
Jamie Varner enfrentaria Kamal Shalorus no evento, mais Shalorus foi forçado a se retirar devido a uma lesão. A luta foi remarcada para o WEC 49.
Antonio Banuelos enfrentaria Damacio Page no evento, mas Page foi forçado a se retirar devido a uma lesão. Banuelos enfrentou Scott Jorgensen, na revanche do WEC 41.
Cub Swanson era esperado para enfrentar Chan Sung Jung, mas Swanson foi forçado a se retirar devido a uma lesão. Foi substituído por Leonard Garcia.
Mackens Semerzier enfrentaria Anthony Morrison , mas Semerzier foi forçado a se retirar devido a uma lesão e foi substituído por Chad Mendes.
Os comentaristas Mike Goldberg e Joe Rogan participaram da transmissão e Bruce Buffer apresentou os combates.
Duas das lutas do card preliminar foram ao ar na Spike TV, essa foi a única vez que a Spike TV transmitiu as lutas do WEC.

## Card do Evento

### Card Preliminar
- Luta de Peso Pena:  Brandon Visher vs.  Tyler Toner

Toner venceu por Nocaute Técnico (cotoveladas) aos 2:36 do primeiro round. Essa luta foi ao ar após a luta entre Henderson e Cerrone.
- Luta de Peso Galo:  Takeya Mizugaki vs.  Rani Yahya

Mizugaki venceu via Decisão Unânime (29–28, 30–27 e 29–28).
- Luta de Peso Pena:  Chad Mendes vs.  Anthony Morrison

Mendes venceu via Finalização (guilhotina) aos 2:13 do primeiro round. Essa luta foi ao ar na Spike TV após a luta de Karalexis vs. Pettis. Essa luta foi ao ar na transmissão após a luta entre Visher e Toner.
- Luta de Peso Galo:  Brad Pickett vs.  Demetrious Johnson

Pickett venceu via Decisão Unânime (30–27, 30–27 e 29–28). Essa luta foi ao ar na transmissão após a luta entre Brown e Gamburyan .

### Card Preliminar (Spike TV)
- Luta de Peso Leve:  Alex Karalexis vs.  Anthony Pettis

Pettis venceu via Finalização (triângulo) aos 1:35 do segundo round.
- Luta de Peso Pena:  Leonard Garcia vs.  Chan Sung Jung

Garcia venceu por Decisão Dividida (29–28, 28–29 e 29–28). Essa luta foi ao ar após a luta entre Aldo e Faber.

### Card Principal
- Luta de Peso Galo:  Antonio Banuelos vs.  Scott Jorgensen

Jorgensen venceu via Decisão Unânime (29–28, 29–28 e 29–28).
- Luta de Peso Leve:  Anthony Njokuani vs.  Shane Roller

Roller venceu via Finalização (mata leão) aos 3:21 do primeiro round.
- Luta de Peso Pena:  Mike Brown vs.  Manvel Gamburyan

Gamburyan defeated Brown via KO (punches) at 2:22 of round 1.
- Luta pelo Cinturão dos Peso Leve:  Ben Henderson (c) vs.  Donald Cerrone

Henderson venceu via Finalização (guilhotina) aos 1:57 do primeiro round e manteve o Cinturão dos Peso Leve do WEC.
- Luta pelo Cinturão dos Peso Pena:  José Aldo (c) vs.  Urijah Faber

Aldo venceu via Decisão Unânime (49–45, 49–45 e 50–45) e manteve o Cinturão Peso Pena do WEC.